# Scriptorium

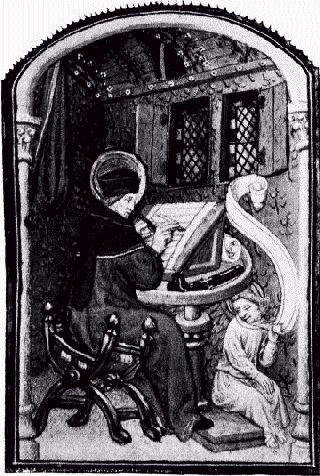
Scriptorium medievale. Illustrazione tratta dal Libro di preghiere manoscritto Ms. Slo. 2468 (XV sec.) al British Museum.

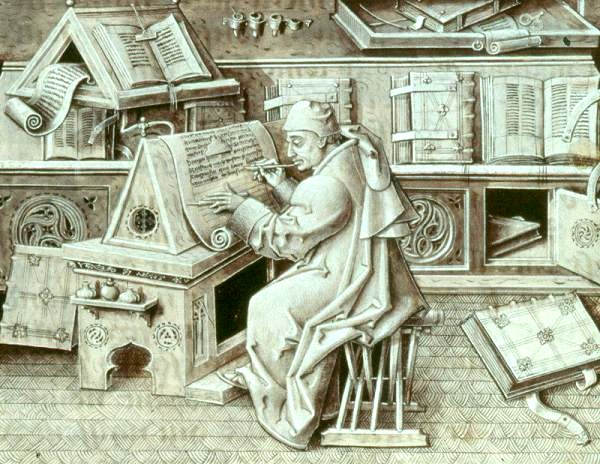
Il copista Jean Miélot, ritratto in una miniatura quattrocentesca.

Lo scriptorium (parola latina che deriva dal verbo scribere "scrivere", con l'aggiunta del suffisso neutro singolare orium che indica gli aggettivi di luogo), o centro scrittorio è nel linguaggio della paleografia e codicologia, il luogo dove si scrive, e per estensione ogni luogo dove era effettuata l'attività di copiatura da parte di amanuensi, soprattutto nel Medioevo.
Nella terminologia corrente si intende di solito per scriptorium una porzione di un complesso monastico (giacché nel Medioevo era nei monasteri, più che altrove, che l'attività di scrittura veniva praticata), dedicata alla copiatura dei manoscritti e spesso comunicante con la biblioteca; tali ambienti ebbero grande importanza culturale sia per l'azione di salvaguardia della cultura greca e latina, sia perché costituirono essi stessi centri di pensiero e sviluppo culturale.

## Le attività nelloScriptorium
Lo scriptorium era una vasta sala illuminata da numerose finestre (spesso era la sala capitolare). I monaci lavoravano vicino ai punti più adatti a ricevere la luce. La luce artificiale era proibita per paura che potesse danneggiare i manoscritti.

Le persone impiegate nella realizzazione di un libro erano:
- Calligrafi, che si dedicavano alla produzione di libri preziosi;
- Copisti, che svolgevano la produzione di base e la corrispondenza[Con chi?];
- Correttori, che componevano i fogli scritti e confrontavano il lavoro finito con il manoscritto da cui era stato prodotto;
- Miniatori, che dipingevano le illustrazioni, a volte inserendo piccoli fogli d'oro;
- Rubricatori, che dipingevano le lettere di rosso.
- Alluminatori, si occupavano di posizionare le foglie d'oro;
- Legatori, si occupavano alla fine del lavoro di rilegare il codice o il manoscritto.

In uno scriptorium potevano lavorare insieme 15 copisti, i quali potevano copiare anche una trentina di fogli al giorno.
Gli strumenti di lavoro erano penne, inchiostro e temperini, righelli, punteruoli (per praticare minuscoli fori, utilizzati come riferimenti per tracciare linee dritte sul foglio) e, infine, il leggio; il lavoro di miniatura necessitava di altri utensili e materiali specifici. Tutto il materiale era fornito dall'armarius (il bibliotecario del monastero), vero regista dell'operazione di copiatura. L'armarius poteva avere anche altri incarichi.
Nella stessa stanza potevano lavorare fino a trenta amanuensi.
L'attività di copiatura propriamente detta comprendeva tutte le fasi della lavorazione del libro. Dato che il papiro non era più disponibile (e comunque era molto costoso) dopo la conquista islamica dell'Egitto (avvenuta alla metà del VII secolo), il supporto di scrittura più usato fino al XIII secolo divenne la pergamena, i cui fogli erano ricavati dal trattamento delle pelli degli animali domestici (mucche, pecore e capre); la pergamena più pregiata si ricavava dalla pelle di vitello e prendeva il nome di vellum. Le varie fasi della preparazione della pergamena per la scrittura (taglio dei fogli, foratura, rigatura, levigazione) sono conosciute e ampiamente documentate.
Una volta posto sul leggio, la prima operazione consisteva nel tracciare righe orizzontali (generalmente in numero di 26) sul foglio vuoto, indispensabili affinché la scrittura fosse diritta, e definire gli spazi da lasciare disponibili per le miniature. L'amanuense copiava quindi il testo sulla pagina rigata; ovviamente il lavoro non sempre si limitava alla copia di testi antichi, bibbie o commenti ai testi sacri, ma sovente venivano scritte anche opere originali.
Spesso gli scriptoria sviluppavano usi grafici caratteristici, diversi e indipendenti fra loro  (si pensi alle lettere a e b caratteristiche dello scriptorium di Corbie o alle lettere a e z caratteristiche di quello di Laon, varianti della scrittura definita in paleografia come merovingica).
Meno ovvia è invece la partecipazione di miniatori/pittori alle attività di scrittura. La miniatura era infatti eseguita separatamente dopo la redazione del testo (ma prima della legatura del libro) spesso in altri ambienti e a distanza di tempo (anche qualche mese).
Gli scriptoria fornivano libri per i monasteri, sia per uso interno sia come manufatti di scambio. Producevano inoltre i libri destinati alla ristretta fascia di laici alfabetizzati.
Alla metà del XIII secolo, la concorrenza delle botteghe laiche divenne molto forte, sia per il tipo di letteratura proposta (non più soltanto edificante o di preghiera) sia per la lingua con cui era scritta (non più in latino ma in volgare).
Le botteghe scrittorie laiche avevano inoltre sistemi di copiatura più rapidi (per esempio il sistema della pecia in ambito universitario). Diversa era certamente la mentalità del monaco che copiava un'opera quale adempimento a un precetto religioso da quella dello scriba laico che copiava un'opera a scopo di guadagno.
Comunque per vari secoli ancora gli scriptoria monastici rimasero il perno della produzione di testi liturgici per i monasteri stessi, almeno fino alla diffusione della stampa.

## Storia

### Il tramonto del mondo romano
A Roma vi erano nel IV secolo 28 biblioteche pubbliche. Con il tramonto dell'impero, in Occidente, la copiatura dei testi in ambito civile subì un irreversibile declino.

Gli scriptoria nacquero in ambito monastico per continuare la trasmissione del sapere. Uno dei primi centri scrittori di cui si abbia memoria fu quello fondato da Cassiodoro in Calabria alla metà del VI secolo. Questa attività non sopravvisse tuttavia alla crisi economico-istituzionale che attraversò l'Europa nel VII-VIII secolo.
L'Irlanda era rimasta estranea ai devastanti processi che avevano interessato il continente. Il Cristianesimo si era diffuso nel corso del V secolo. Sull'isola, e nelle regioni celtiche della Gran Bretagna, nacquero diversi monasteri. Il monachesimo irlandese fece propria la lingua e la cultura latina. All'interno dei monasteri celtici, sia irlandesi che britannici, si diffusero importanti scriptoria:
- in Irlanda: Bangor (dove fu redatto il più antico antifonario esistente)
- in Scozia e alta Inghilterra: Iona, Lindisfarne, Wearmouth e Jarrow
- nella bassa Inghilterra: Malmesbury.

Alla fine del VI secolo San Colombano partì dal monastero irlandese di Bangor per una lunga missione in Europa. Fondò monasteri nelle Fiandre, in Gallia, in Germania e in Italia (abbazia di Bobbio). Tutti i monasteri da lui fondati divennero sedi di scriptoria e di trasmissione del sapere. Tra i capolavori della scrittura miniata irlandese figurano:
- Il Libro di Kells,
- Il Cathach di san Columba,
- L'Orosio Ambrosiano,
- Il Libro di Durrow,
- I Vangeli di Durham,
- I Vangeli di Echternach,
- I Vangeli di Lindisfarne,
- I Vangeli di Lichfield,
- L'Evangeliario di San Gallo,
- Il Libro di Armagh.

### Principali centri scrittorii

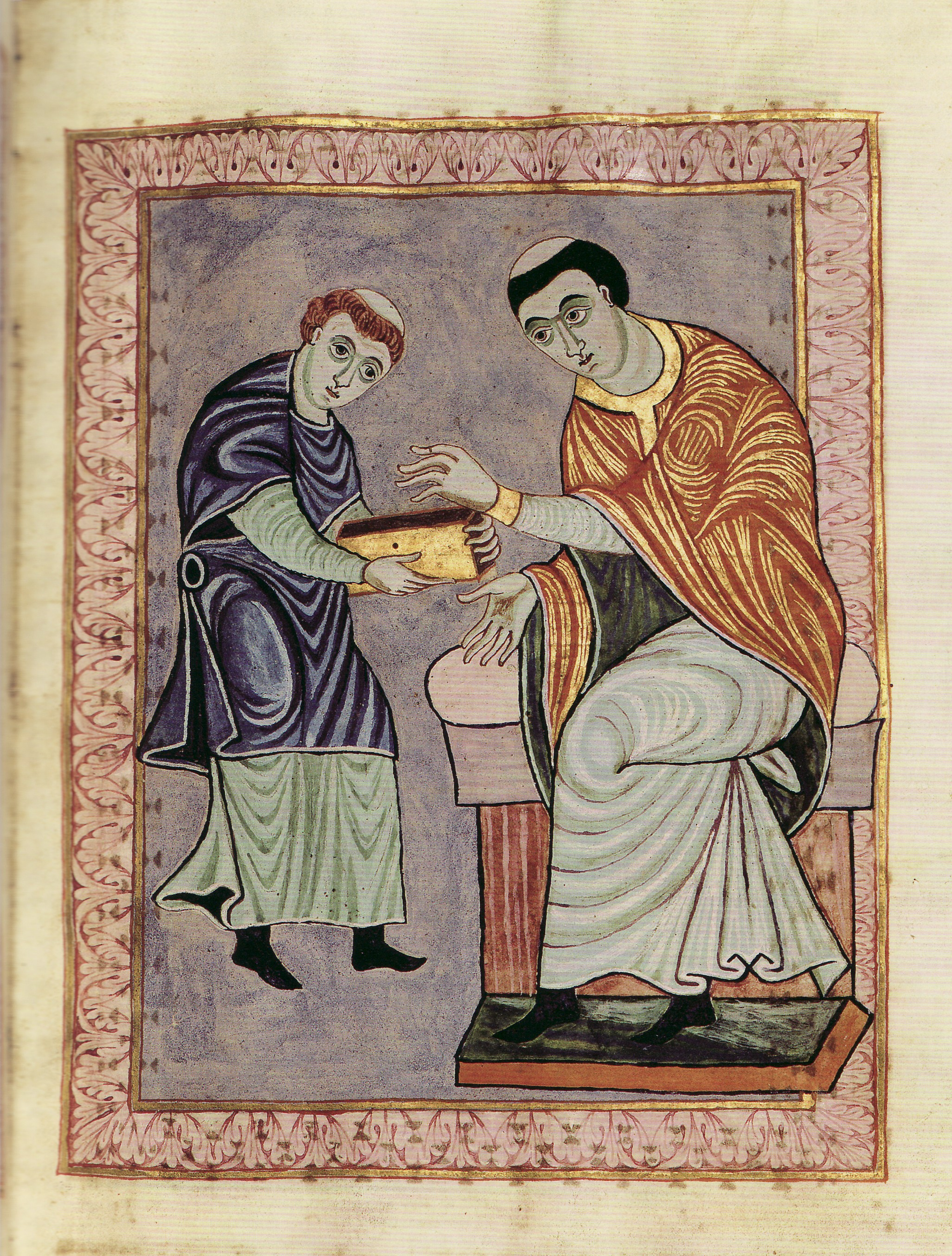
Il monaco Anno dello Scriptorium dell'abbazia di Reichenau consegna al committente un Codice terminato

Scrivere, che si copiasse o meno, era considerata un'attività manuale, e quindi umile o degradante secondo la cultura antica.
Fin dal VI secolo le prime regole monastiche compresero la scrittura tra le attività che l'uomo umile doveva compiere per condurre una pia vita.
Vivarium
Quello di Vivarium è il primo scriptorium di cui si abbia precisa testimonianza storica. Faceva parte del complesso monastico costruito da Cassiodoro nel VI secolo. Da persona colta qual era, Cassiodoro, nelle sue Istituzioni, raccomandava la massima accuratezza nella trascrizione dei testi sacri. Ma neppure dimenticò, forse proprio per la sua formazione classica, di far copiare testi di autori pagani. Il centro scrittorio fu attivo almeno fino al 630.
Bobbio
Nell'abbazia fondata a Bobbio dal monaco irlandese san Colombano, fu istituito uno scriptorium nel VII secolo da parte del successore del fondatore, l'abate Attala (615-627).

Tra il VII e il IX secolo, in età longobarda e carolingia, lo scriptorium di Bobbio fu il maggior centro di produzione libraria in Italia, centro di una rete di scriptoria diffusa nei vari monasteri dell'ordine. I monaci irlandesi che vi lavorarono nei primi tempi introdussero lo stile dell'arte insulare per le miniature e un particolare sistema di abbreviature.
San Gallo
Un altro importante centro scrittorio fu attivo presso l'abbazia di San Gallo, nell'odierna Svizzera.
Una pianta dell'abbazia risalente alla prima metà del IX secolo mostra lo scriptorium presso l'angolo a nord dell'edificio della chiesa.
Montecassino
La regola monastica di san Benedetto da Norcia specifica le varie mansioni e attività dei monaci, tra le quali quella della scrittura.

All'interno dell'abbazia di Montecassino, fondata nel 529 e distrutta e ricostruita più volte, funzionò uno scriptorium attivo dall'XI al XV secolo.
Citeaux
Col rilassarsi della regola benedettina anche la posizione e la struttura degli scriptoria nei monasteri cambiarono: da spazi concepiti come semplici stanze furono sempre più protetti e riscaldati. In reazione a questo rilassamento, a Citeaux (Cistercium) Bernardo di Chiaravalle impartì disposizioni più severe, che giunsero a riguardare le decorazioni dei manoscritti. Una sua disposizione dell'inizio del XII secolo imponeva che nei libri vi fossero «literae unius coloris et non depictae» («lettere di un solo colore e non decorate»). Sempre nello stesso periodo i monaci furono tenuti ad osservare la regola del silenzio per tutto il tempo che trascorrevano nello scriptorium.

Due secoli più tardi fu tuttavia loro concesso di eseguire il lavoro di scrittura anche nelle proprie celle.
Certosini
Anche i monaci certosini si dedicarono all'attività di copiatura. Il modus vivendi dell'ordine certosino prescriveva il lavoro nella solitudine della propria cella.

### L'evoluzione dei tardiscriptoria
Giovanni Tritemio, abate di Sponheim, scrisse il breve opuscolo De laude scriptorum (Elogio degli scribi) nel 1492 per celebrare le glorie di un'attività sempre più insidiata da vicino dalla diffusione delle opere a stampa su carta. La scrittura è qui vista come la più alta delle attività manuali da conservarsi per ragioni storiche e di disciplina religiosa.